# Brendan Fraser
Brendan James Fraser (* 3. prosince 1968 Indianapolis, Indiana) je americký herec. Za výkon v roli morbidně obézního učitele angličtiny Charlieho, v psychologickém dramatu Velryba z roku 2022, obdržel   Oscara pro nejlepšího herce v hlavní roli a řadu cen filmové kritiky.

## Životopis
Vyrůstal v Nizozemsku, Švýcarsku a Kanadě jako syn kanadského pracovníka turistické kanceláře. Má po rodičích irské, skotské, německé, české a francouzsko-kanadské kořeny. Navštěvoval přípravnou školu Upper Canada College v Torontu a pak vystudoval herectví v Actors' Conservatory a na Cornish College of the Arts v Seattlu, kde také začínal na jevišti Intiman Theater. Stal se členem divadelního souboru Loughing Horse Summer Theatre v Ellensburgu (stát Washington).
Během tohoto jevištního působení účinkoval ve dvaceti hrách, např. v Beckettově Čekání na Godota a Shakespearově Romeovi a Julii. O svoji první filmovou roli soupeřil v konkurzu s dalšími stopětadvaceti kandidáty, ale nakonec právě jemu svěřil režisér Les Mayfield titulní postavu pračlověka Linka ve své komediální fantazii Pračlověk z Encina.
Obdobný typ exotické bytosti, která musí čelit nástrahám moderní civilizace, vytvořil v bláznivé komedii Král džungle (režie Sam Weisman), kde ztělesnil tarzanovského mladíka George, který se po dvaceti letech, kdy byl vychováván gorilím samcem uprostřed africké džungle, sblíží se sympatickou cestovatelkou (Leslie Mannová). Hvězdu z něho udělala postava dobrodruha Ricka O'Connella v dobrodružném hororu Mumie (režie Stephen Sommers).
Předvedl však i herecky náročnější kreace: židovský chlapec David Greene, který se musí obhájit před spolužáky z nařčení z podvodu, v dramatu Školní pouta (režie Robert Mandel); snílek Fletcher v romantické komedii Dívka snů (režie James Robinson); zahradník Clay v oceněném dramatu Bohové a monstra (režie Bill Condon).
Jako host účinkoval v animovaných seriálech Duckman, Simpsonovi, Tatík Hill a spol. a v kriminální antologii Padlí andělé. V letech 1998–2007 byl ženatý s Afton Smithovou, s níž má tři syny.